# Ujka (cognome italiano)
Ujka è un cognome di lingua italiana.

## Varianti
Uika.

## Origine e diffusione
Il cognome è tipicamente veneto.
Potrebbe derivare dal termine sloveno e albanese ujka, "lupo", ed essere quindi affine al cognome Lupi.